# Freud und die Zukunft

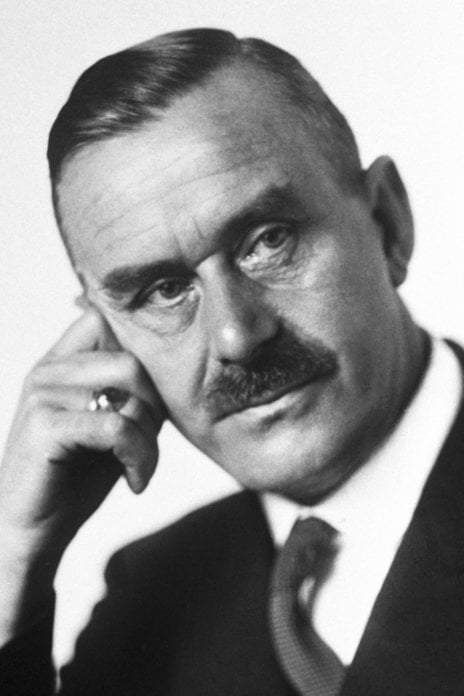
Thomas Mann, 1929

Freud und die Zukunft ist der Titel einer Festrede von Thomas Mann, die er am 8. Mai 1936 in Wien bei der Feier zum achtzigsten Geburtstag von Sigmund Freud hielt.
Nach dem Essay Die Stellung Freuds in der modernen Geistesgeschichte von 1929 setzte sich Thomas Mann erneut mit Sigmund Freud und der Psychoanalyse auseinander, ging aber auch auf C. G. Jung ein. Neben Friedrich Nietzsche konzentrierte er sich in dem Vortrag auf die Bedeutung der Metaphysik Arthur Schopenhauers für die Entwicklung der Triebtheorie.
Über die psychologische und philosophische Ebene hinausgehend umkreiste er religiöse und mythologische Fragen und erwähnte viele eigene Werke. Mit seiner Roman-Tetralogie Joseph und seine Brüder habe er eine Psychologie des Gottesbundes geben wollen, die von Freud geprägt sei.
Da der Jubilar krank war und nicht erscheinen konnte, hörte er die Rede erst bei einem Privatvortrag am 14. Juni 1936.

## Inhalt

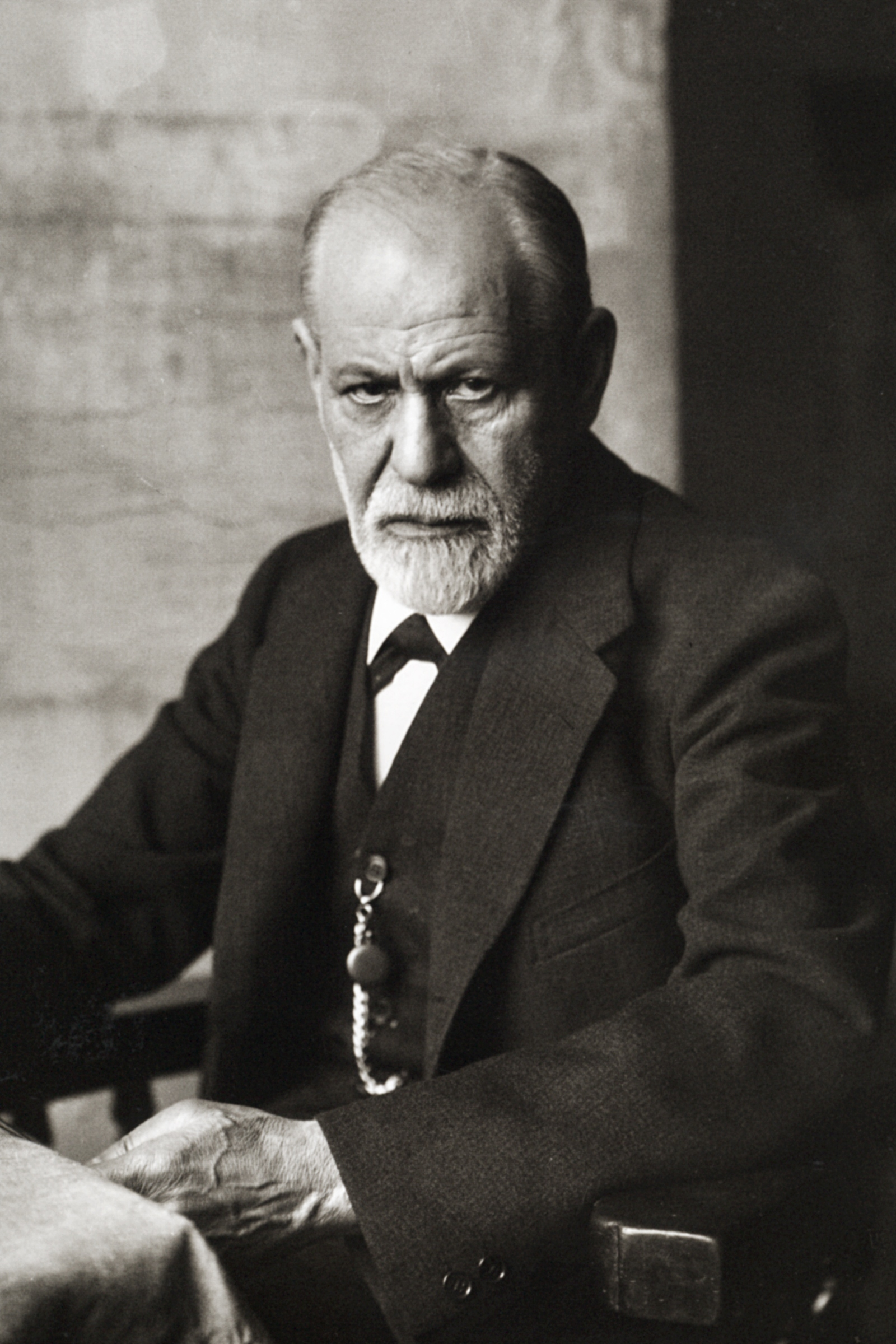
Sigmund Freud 1926 auf einem Porträt-Foto von Ferdinand Schmutzer

Thomas Mann leitet seinen Vortrag mit der Frage ein, warum ein Dichter und nicht ein Wissenschaftler die Festrede hält. Für ihn deutet sich hier die besondere Beziehung des Geburtstagskindes zur Literatur wie die des Dichters zur Forschung an.
Seine Rede von 1929 zitierend beschreibt er den Weg der Erkenntnis Freuds, den er ohne philosophische Begleitung in produktiver Einsamkeit gegangen sei und nennt Novalis, Schopenhauer und Nietzsche, der Freud antizipiert habe.
Die Verwandtschaft zwischen dichterischer und literarischer Sphäre macht Thomas Mann an zwei Punkten deutlich: Einer der „Schule Nietzsches“ entstammenden „Liebe zur Wahrheit“ und einem „Sinn für die Krankheit“.
Die von Nietzsches „Wahrheitsstolz“ geprägte Jünglingsschwermut Thomas Manns sei in eigene Werke wie etwa seine Novelle Tonio Kröger eingegangen und schrittweise einer ruhigen Heiterkeit gewichen. Die „Neigung, Wahrheit und Wissen psychologisch zu verstehen“ habe er nicht verloren.
Thomas Mann führt den Krankheitssinn ebenfalls auf Nietzsche zurück, der wohl geahnt habe, „was er seiner Krankheit verdankte“.
Der an der Mittelstellung zwischen Natur und Geist leidende Mensch lasse sich gerade über dieses Leiden bis in die Tiefen seines Wesens erforschen, so dass sich die Neurose als „anthropologisches Erkenntnismittel ersten Ranges“ erwiesen habe.
Mit den Buddenbrooks habe er Schopenhauer ein Denkmal gesetzt und seinen Pessimismus, den sittlichen Kern der Psychoanalyse, kennengelernt, noch bevor er sich tiefer mit ihr habe befassen können.
Aus dem Boden der Metaphysik Schopenhauers wachse die Psychoanalyse Freuds, dessen Es, ein „Kessel brodelnder Erregungen“, dem „finsteren Willensreich“ Schopenhauers entspreche, während das Ich nur ein „kleiner...erleuchteter und wachsamer Teil des Es“ sei und in dessen Auftrag die Beziehung zur Umwelt regele. Das Ich könne zwar auf Erfahrungen zurückgreifen, um das Lustprinzip am Realitätsprinzip zu messen, sei aber, eingeengt zwischen Es und Über-Ich, äußerst schwach – es begreife sich selbst gern als Reiter, werde aber häufig vom Unbewussten geritten.
Er würdigt den Stilisten Freud und stellt ihn mit seiner „anschaulichen Prosa“ als einen Künstler des Gedankens mit Schopenhauer auf eine Stufe, der ebenfalls ein Schriftsteller europäischen Ranges gewesen sei.
Die mystischen Einheit von Ich und Welt bildet für Mann den eigentlichen Kern der Psychoanalyse. In diesem Zusammenhang zitiert er C. G. Jung aus einer Einleitung zum Tibetanischen Totenbuch und bezeichnet ihn als „undankbaren Sprössling“ der Freud’schen Lehre. Die Philosophie gehe der Naturwissenschaft voran. Die Voraussetzungslosigkeit der Wissenschaft sei vermutlich eine Illusion im Sinne Freuds. Er lobt den Renegaten Jung, der wie kein anderer die Einsichten der Psychoanalyse genutzt habe, um abendländisches Denken mit östlicher Esoterik zu verbinden.
Der westliche Geist unterliege der Subjekt-Objekt-Spaltung und wehre sich gegen die Einsicht, die Welt und die Götter als Schöpfung der Seele zu sehen, eine mystische Auffassung, die abendländischer Religiosität widerspreche.
Hier kommt er auf den „mythischen“ Joseph-Roman zu sprechen, mit dem er sich an eine Psychologie des Gottesbundes gewagt habe.
Abraham sei „gewissermaßen Gottes Vater“, habe ihn geistig erschaffen und ihm Eigenschaften zugeschrieben, die Gottes ursprüngliches Eigentum waren. Seine Macht sei die von Abraham erschaute, und die „Macht seiner eigenen Seele“ manchmal nicht von diesen Eigenschaften zu unterscheiden, was den eigentlichen Ursprung des Bundes ausmache, „die ausdrückliche Bestätigung einer inneren Tatsache.“
Die Idee des Romans ist für den Autor der „gelebte Mythos“, der den „Schritt vom Bürgerlich-Individuellen zum Mythisch-Typischen“ markiert.
Dieser Mythos zeigt sich für Thomas Mann auch in anderen Gestalten der Geschichte. Er verweist auf Kleopatra, die mit der Schlange am Busen sterbe und mit diesem in der Antike bedeutsamen Symbol auf ein Attribut der Göttinnen Ištar, Astarte, Isis hinweise und ihr mythisches Bewusstsein offenbare. Ging Alexander der Große in den Fußstapfen des Miltiades, war es Cäsar, der sich an Alexander orientierte, um sich mit ihm zu identifizieren, eine Haltung, die sich bis zu Napoleon Bonaparte verfolgen und sich mit der Formel „Ich bin’s“ beschreiben lasse.
Selbst Jesu Leben stehe im Zeichen der Erfüllung des Geschriebenen und sein Klageruf sei nicht nur „Ausdruck messianischen Selbstgefühls“, sondern der Anfang des 22. Psalms (Ps 22,2 ).
Freud selbst sei ein Wegbereiter der Zukunft, an die man die Hoffnung auf eine Überwindung des Hasses durch seine Heilmethode knüpfen könne. Er stehe für einen „Humanismus, der zu den Mächten der Unterwelt [...] in einem keckeren [...] Verhältnis stehen wird als es einem in neurotischer Angst [...] sich mühenden Menschentum von heute vergönnt ist.“

## Entwicklung
Thomas Mann hatte bereits in seiner vermutlich im Frühsommer 1925 verfassten Miszelle Mein Verhältnis zur Psychoanalyse über Freud geschrieben, auf die Bedeutung seiner Lehre hingewiesen und sie als „merkwürdiges Gewächs wissenschaftlich-zivilisatorischen Geistes“ bezeichnet. Seinen Zeitroman Der Zauberberg sprach er dabei ebenso an wie die Novelle Der Tod in Venedig.
1929 erschien der weit umfangreichere Essay Die Stellung Freuds in der modernen Geistesgeschichte als Einleitung des ersten Heftes der Zeitschrift Die psychoanalytische Bewegung und wurde auf Einladung des „Clubs demokratischer Studenten“ am 16. Mai 1929 im Auditorium maximum der Universität München als Vortrag gehalten.
Thomas Mann vertiefte sich hier in Freuds Totem und Tabu, lobte dessen literarische Qualitäten und nannte den Verfasser einen überragenden Essayisten, der in der Tradition großer Schriftsteller des 19. Jahrhunderts stehe, die gegen die rationalistische Zeitströmung die „Nachtseite der Natur“ als das Wesentliche betont hätten.
In Freud und die Zukunft griff er auf Teile dieses Essays zurück. Die spätere Rede hat deutlichen Bekenntnischarakter und tendiert mit Hinweisen auf Werke wie Buddenbrooks, Tonio Kröger, Der Tod in Venedig und die Joseph-Tetralogie zu einer Interpretation des eigenen Œuvres.

## Hintergrund
Thomas Mann war kein Freudianer, erkannte aber wie andere Schriftsteller die Bedeutung der Psychoanalyse und konnte sie für sein Werk in vielfältiger Weise nutzen.
Seine Werke selbst wurden psychoanalytisch gedeutet. Hierbei ist die (sublimierte) Homoerotik nicht das einzige, wohl aber ein äußerst wichtiges und erzähldynamisch dankbares Motiv.
Sein psychologisches Frühwerk entstand während der Entwicklung der Psychoanalyse. Die Novelle Der kleine Herr Friedemann und die 1895 von Freud und Josef Breuer geschriebenen Studien über Hysterie erzählen für Manfred Dierks gewissermaßen dieselbe Geschichte – die der verdrängten Sexualität und der bedrohlichen Wiederkehr des Verdrängten. Verdrängt die Patientin Miss Lucy die Liebe zu ihrem Dienstherrn, die dann als körperliches Symptom zurückkehrt, unterdrückt der missgestaltete Herr Friedemann sein Liebesbedürfnis, indem er sich in seine Kunst- und Bücherwelt zurückzieht, bis es in Form der üppigen Frau von Rinnlingen mit tödlicher Gewalt zurückkehrt: Er verwirft seine ästhetische Existenz und ertränkt sich in narzisstischer Aggression gegen sich selbst.
Trotz dieser Parallelen lässt sich eine direkte Auseinandersetzung mit Freud erst über zehn Jahre später nachweisen: Im Zusammenhang mit dem Tod in Venedig las er 1911 Texte Freuds, die sich mit der Verdrängungsproblematik befassten. Nach Auffassung von Manfred Dierks half ihm die Lektüre dabei, eine eigene quälende Fragestellung zu klären und könnte sogar zu einer Selbstanalyse geführt haben.
Thomas Mann ging nun so weit, die Novelle, die sich zunächst auf Goethes entwürdigendes Erlebnis mit Ulrike von Levetzow beziehen sollte, in einem Interview (1925) auf den „unmittelbaren Einfluß Freuds“ zurückzuführen: „Ich hätte ohne Freud niemals daran gedacht, dieses erotische Motiv zu behandeln oder hätte es wenigstens ganz anders gestaltet“, eine Darstellung, die überwiegend angezweifelt wurde.

## Rezeption

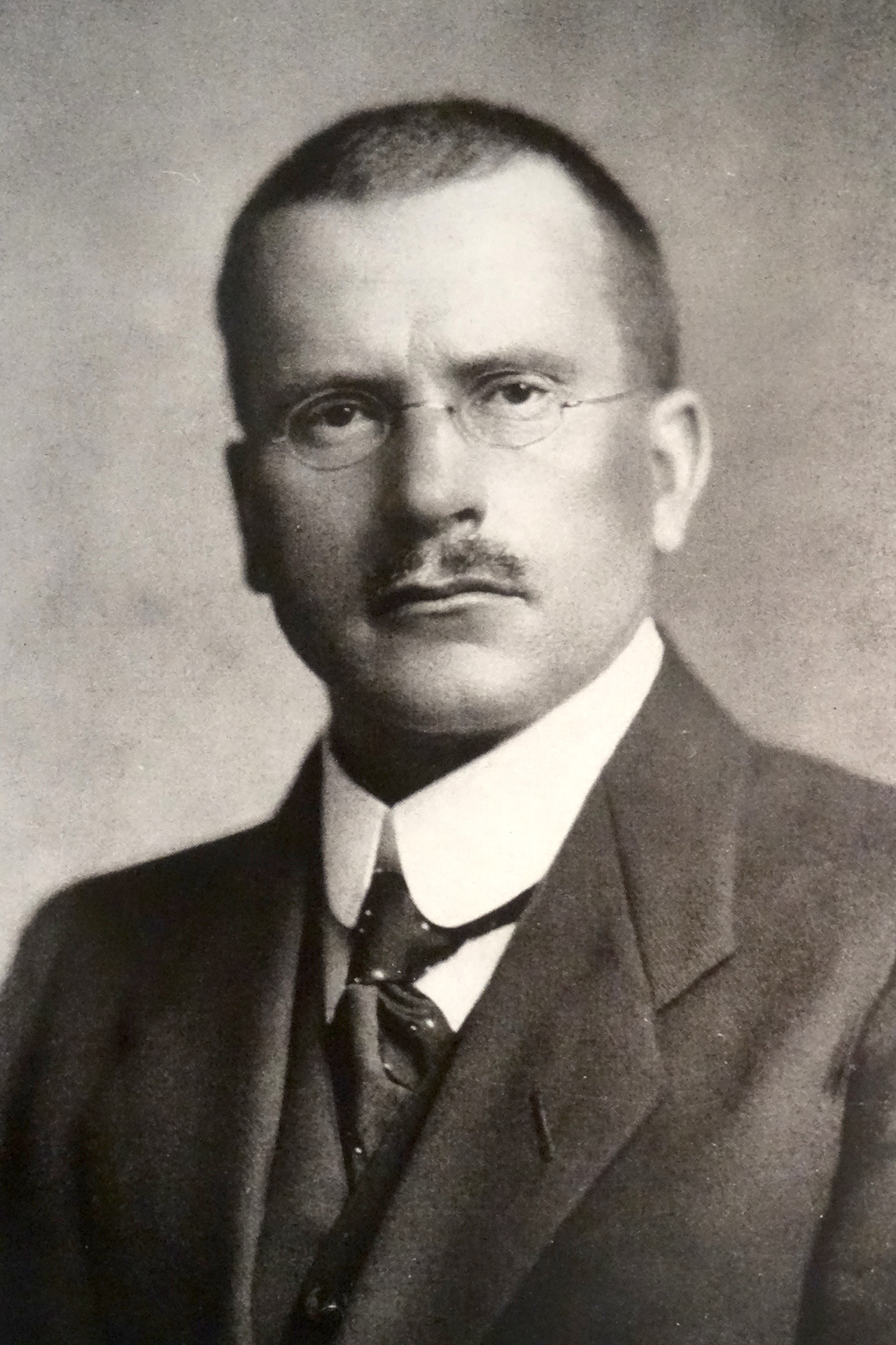
Carl Gustav Jung

Der Sozialist Kurt Hiller, seit dem Ersten Weltkrieg ein scharfer Kritiker Thomas Manns, lobte die Rede. Viele Jahre zuvor hatte er sich an Manns Gedanken über Joseph von Eichendorffs Taugenichts in den Betrachtungen eines Unpolitischen gestoßen, von einem „Pogrom gegen den Geist“ gesprochen und später die „präzeptorale Arroganz“ des „widerwärtigen Schmökers“ kritisiert.
Gisela E. Hoffmann weist darauf hin, dass Thomas Mann den Einfluss des Buddhismus auf Schopenhauer und Jung nicht erwähnt hat. Diese östliche Religion habe beide Autoren zu vergleichbaren Betrachtungen über das Wesen der Seele geführt, die als Ausgangspunkt der Welt erscheint, eine Sichtweise, die Adrian Leverkühns Gefühlslage in dem Roman Doktor Faustus bestimme.
Für Manfred Dierks entfernt sich Mann unter dem Eindruck Jungs vom aufklärerischen Wesen der Psychoanalyse und führt sie in die metaphysischen Gefilde Schopenhauers, indem er ihren „innersten Kern“ im mystischen „Geheimnis der Einheit von Ich und Welt“ erblickt. Dies sei die Erfahrung des träumenden Hans Castorp, die er in dem zentralen Kapitel Schnee durchlebt.
Er bewertet Freud und die Zukunft zwar als einen der „eindrucksvollsten Vorträge“ Thomas Manns, hält dem Redner aber einen Fauxpas vor: Ausgerechnet den Renegaten Jung zu bemühen, um den angeblich mystischen Kern einer Lehre zu beurteilen und dies dem Vater der Psychoanalyse vorzutragen, zeuge von einer „runde(n) Fehlleistung“. Der Missgriff wiege umso schwerer, als Jung sich in seinem Aufsatz Zur gegenwärtigen Lage der Psychotherapie vorher gegen die „jüdische Psychoanalyse“ geäußert und ein „arisches“ von einem „jüdischen Unbewussten“ unterschieden habe.
Diese Ausführungen seien Mann bekannt gewesen, der hier eine tiefgehende Ambivalenz erkennen lasse. Er schwanke nun zwischen Freud und Jung, zwischen Aufklärung und Romantik, indem er in der Neurose einerseits ein Entwicklungshindernis, andererseits einen Weg zur tieferen Erkenntnis erblickt.

### Textausgaben
- Thomas Mann: Freud und die Zukunft. In: Gesammelte Werke in dreizehn Bänden. Band 9: Reden und Aufsätze. Teil 1, Fischer, Frankfurt 1974, S. 478–501.

### Sekundärliteratur
- Eckhard Heftrich: Joseph und seine Brüder. In: Helmut Koopmann (Hrsg.): Thomas-Mann-Handbuch (= Fischer TB. Band 16610). Ungekürzte Ausgabe der 3., aktualisierten Auflage. Fischer, Frankfurt 2005, ISBN 3-596-16610-1, S. 460–461.
- Manfred Dierks: Thomas Mann und die „jüdische“ Psychoanalyse. In: Ruprecht Wimmer (Hrsg.): Thomas Mann und das Judentum. Die Vorträge des Berliner Kolloquiums der Deutschen Thomas-Mann-Gesellschaft (= Thomas-Mann-Studien. Band 30). Klostermann, Frankfurt 2004, ISBN 3-465-03302-7, S. 114.